# 바라노디스키아
바라노디스키아(이탈리아어: Barano d'Ischia)는 이탈리아 캄파니아주의 나폴리현 이스키아섬의 남서쪽에 있는 코무네다. 나폴리로부터 남서쪽으로 약 30km 거리에 있다.